# Montrottier
Montrottier é uma comuna francesa na região administrativa de Auvérnia-Ródano-Alpes, no departamento do Ródano. Estende-se por uma área de 23.1 km². Em 2010 a comuna tinha 1 456 habitantes (densidade: 63 hab./km²).